# Maria Geertruida Barbiers
Maria Geertruida Barbiers (Haarlem, 25 de enero de 1801 – Haarlem, 30 de enero de 1879) fue una pintora neerlandesa, activa en el siglo XIX.	

## Biografía
Nacida como hija de Pieter Barbiers III y Maria Geertruida Snabilie. Su hermano Pieter Barbiers IV y su hermana Caecilia Geertruida también fueron pintores. En 1823 contrajo matrimonio con el pintor Pieter de Goeje. Es conocida por sus naturalezas muertas y pintura de flores, a menudo firmó sus trabajos como M.G. de Goeje Barbiers.	
Falleció en Haarlem.